# 339
Năm 339 là một năm trong lịch Julius.